# Йохан Казимир фон Лайнинген-Вестербург
Йохан Казимир фон Лайнинген-Вестербург (на немски: Johann Kasimir von Leiningen-Westerburg; * 1 февруари 1587; † 20 септември или 30 септември 1635) е граф на Лайнинген-Вестербург и Лайнинген-Лайнинген.

## Произход и наследство
Той е вторият син на граф Йохан Лудвиг фон Лайнинген-Вестербург (1557 – 1622) и съпругата му Бернхардина фон Липе (1563 – 1622), дъщеря на господар Бернхард VIII фон Липе (1527 – 1563) и графиня Катарина фон Валдек-Айзенберг (1524 – 1583). По-големият му брат е Георг Филип (1579 – 1589). По-малките му братя са Филип II (1591 – 1668) и Лудвиг Емих (1595 – 1635).
След смъртта на баща му през 1622 г. графство е поделено между братята. Най-големият Йохан Казимир продължава главната линия Лайнинген-Лайнинген, която измира през 1635 г. По-малкият, Филип II, получава частта около имперското графство Риксинген, където основава страничната линия Лайнинген-Риксинген. Най-малкият му брат Лудвиг Емих става граф на линията Вестербург-Лайнинген-Оберброн, която измира през 1665 г.

## Фамилия
Йохан Казимир се жени на 23 юни 1617 г. в Лангенбург за графиня Марта фон Хоенлое-Лангенбург (* 29 април 1575; † 19 декември 1638), дъщеря на граф Волфганг фон Хоенлое-Вайкерсхайм (1546 – 1610) и съпругата му графиня Магдалена фон Насау-Диленбург. Бракът е бездетен.